# Franklin Ellsworth

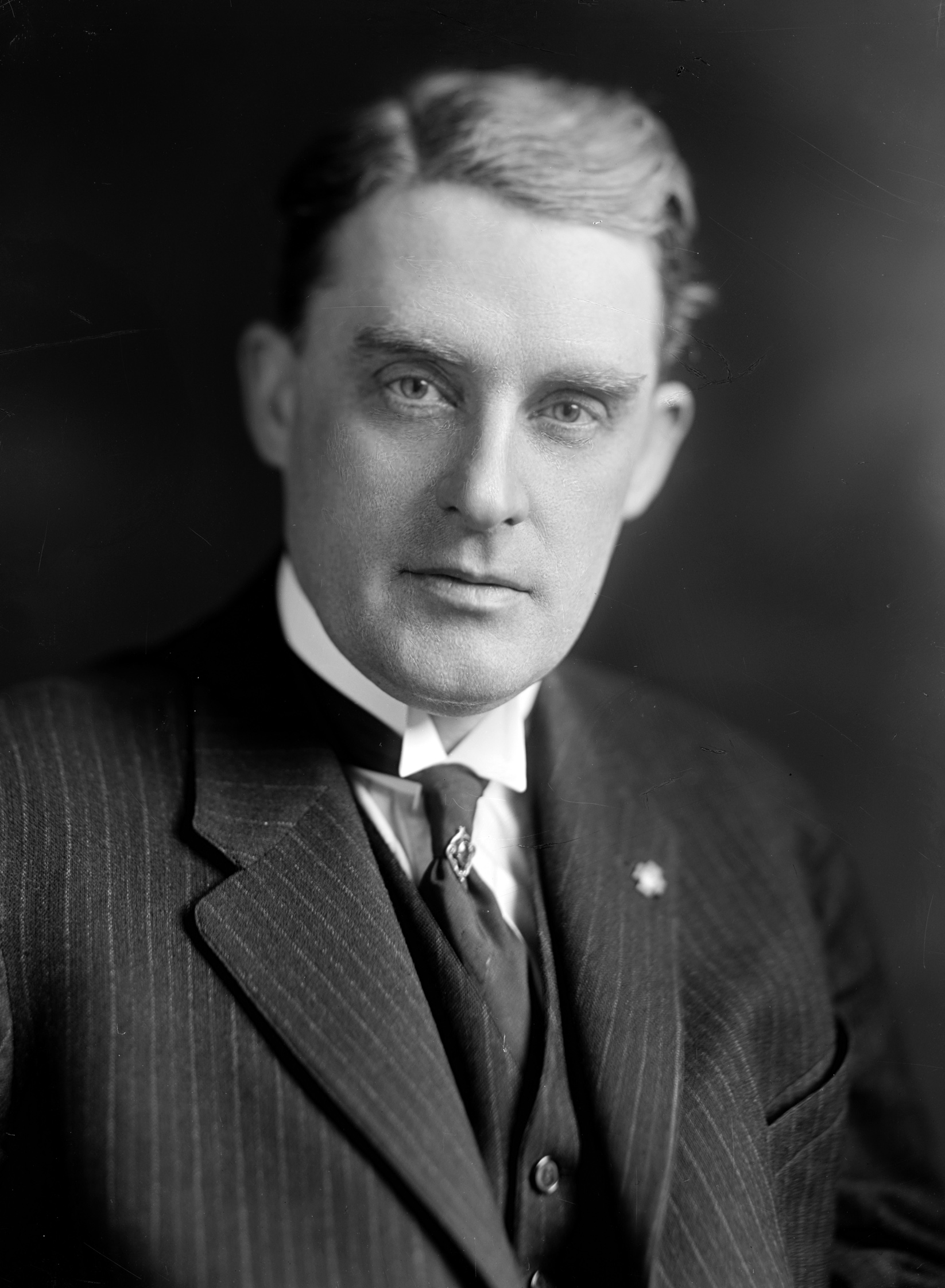
Franklin Ellsworth

Franklin Fowler Ellsworth (* 10. Juli 1879 in Saint James, Watonwan County, Minnesota; † 23. Dezember 1942 in Minneapolis, Minnesota) war ein US-amerikanischer Politiker. Zwischen 1915 und 1921 vertrat er den Bundesstaat Minnesota im US-Repräsentantenhaus.

## Leben
Franklin Ellsworth besuchte die öffentlichen Schulen seiner Heimat und diente danach während des Spanisch-Amerikanischen Krieges in einer Infanterieeinheit. Nach einem anschließenden Jurastudium an der University of Minnesota und seiner im Jahr 1901 erfolgten Zulassung als Rechtsanwalt begann er in Saint James in seinem neuen Beruf zu arbeiten. Zwischen 1904 und 1905 war er auch juristischer Vertreter dieser Gemeinde; von 1905 bis 1909 fungierte Ellsworth als Bezirksstaatsanwalt im Watonwan County.
Politisch war Ellsworth Mitglied der Republikanischen Partei. Bei den Kongresswahlen des Jahres 1914 wurde er im zweiten Wahlbezirk von Minnesota in das US-Repräsentantenhaus in Washington, D.C. gewählt. Dort trat er am 4. März 1915 die Nachfolge von Winfield Scott Hammond von der Demokratischen Partei an. Nach zwei Wiederwahlen konnte er bis zum 3. März 1921 drei zusammenhängende Legislaturperioden im Kongress absolvieren. In diese Zeit fiel der Erste Weltkrieg. Damals wurden im Kongress auch der 18. und der 19. Verfassungszusatz beraten und verabschiedet. Dabei ging es um die Einführung des Handelsverbots mit alkoholischen Getränken und die bundesweite Einführung des Frauenwahlrechts.
1920 verzichtete Ellsworth auf eine erneute Kandidatur für den Kongress. Stattdessen bewarb er sich erfolglos für das Amt des Gouverneurs von Minnesota; er unterlag in der Primary seiner Partei dem später bei der Wahl siegreichen J. A. O. Preus. Im Jahr 1924 war er bei den Gouverneursvorwahlen erneut erfolglos. In der Folge arbeitete er als Rechtsanwalt in Minneapolis, wohin er 1921 gezogen war. Dort ist er am 23. Dezember 1942 auch verstorben.